# Now I'm Here
"Now I'm Here" je drugi singl britanskog rock sastava Queen s njihovog trećeg i uspješnog albuma Sheer Heart Attack iz 1974. godine koji je napisao gitarist Brian May dok je ležao u bolnici. Singl je objavljen 17. siječnja 1975. godine i bio je njihov treći uzastopni hit dospijevši do broja 11 na britanskoj top ljestvici. Pjesma je snimljena u zadnjem tjednu snimanja albuma i pijano na njoj svira May. Na "B" strani singla nalazi se Mercuryjeva "Lily of the Valley".
 Pjesma je jedan od najpoznatijih i najpopularnijih rockerskih standarda Queena i znamenita je po svom "teškom" gitarskom riffu, vokalnim harmonijama i bubnjevima. Bila je nezaobilazni koncertni standard kojega je sastav izvodio na svakom koncertu tijekom cijele karijere. Uživo bi obično trajala između 6 i 9 minuta, svirali su je puno brže i žešće, ponekad i u dijelovima, a redovito bi uključivala i solo na bubnjevima Rogera Taylora na kraju pjesme. Povremeno bi služila i za komunikaciju Mercuryja s publikom.
Stihovi pjesme izražavaju stanje u kojem je May bio pišući skladbu, reflektirajući na netom zbog bolesti prekinutu turneju na kojoj su bili sa sastavom Mott The Hopple u SAD-u, rastuću popularnost sastava i brigu oko njegove budućnosti. Smatra se jednom od najboljih gitarističkih skladbi Brian Maya i jednom od njegovih krucijalnih stvari, te je redovito uključena u razne izbore i kompilacije najboljih gitarističkih pjesama. Objavljena je na kompilacijama Greatest Hits iz 1981. i Queen Rocks iz 1997. godine, a verzija pjesme uživo se nalazi na svakom koncertnom albumu kojega je sastav objavio s Mercuryjem kao pjevačem. 

## Zanimljivosti
- Riječi "Down in the city just Hoople and me" podsjećaju nas da je Queen u početku karijere nastupao kao predgrupa sastavu "Mott the Hoople"

- Riječi "Go, go, go, little queenie" su asocijacija na singl Chucka Berryja "Little Queenie" iz 1959. godine

- Na koncertima prilikom izvođenja ove pjesme gašena su svjetla i korišten je Mercuryjev dvojnik radi stvaranja dojma kako se pjevač pojavljuje prvo na jednoj a zatim na drugoj strani pozornice, u skladu s uvodnim stihovima pjesme

- Ovo je bila prva pjesma kojom u započinjali svoje nastupe na prve dvije turneje sastava u periodu od 1974. do 1976. godine

- Videospot za pjesmu je zapravo njena koncertna izvedba u dvorani "Rainbow" u Londonu iz 1974. godine i nalazi se na kompilaciji Greatest Video Hits 1

- Na koncertu u čast Freddie Mercuryja 1992. godine pjesmu su izveli Def Leppard zajedno s Mayom na gitari

- U ožujku 2005. godine časopis "Q Magazine" uvrstio je "Now I'm Here" na 33. mjesto od 100 najboljih gitarističkih pjesama[1]

- "Now I'm Here" je najizvođenija pjesma sastava na koncertima svirana na svakom nastupu tijekom njihove koncertne karijere od 1974. do 1986. godine, ali se nije našla na popisu pjesama koje izvodi sastav zajedno s Paulom Rodgersom od 2005. godine.

## Vanjske poveznice
- http://www.queencuttings.com/dblog/articolo.asp?articolo=36  Arhivirana inačica izvorne stranice od 8. veljače 2012. (Wayback Machine) "Melody Maker", 25. siječnja 1975.
- Tekst pjesme Now I'm Here  Arhivirana inačica izvorne stranice od 29. prosinca 2011. (Wayback Machine)